# Mosteiro de Sanahin
O Mosteiro de Sanahin é um mosteiro fundado no Século X na Província de Lorri, Armênia.
O nome Sanahin significa literalmente "este aqui é mais antigo do que aquele outro", representando presumivelmente a atenção para que este mosteiro é mais antigo do que um outro, próximo; no caso o Mosteiro de Haghpat. As duas cidades e seus mosteiros são similares em vários pontos.

## Galeria

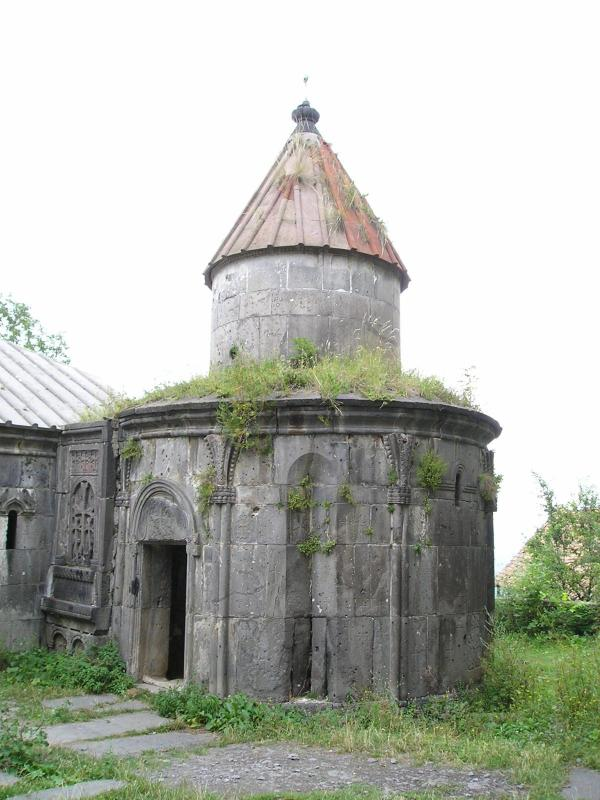
Capela de São Gregório
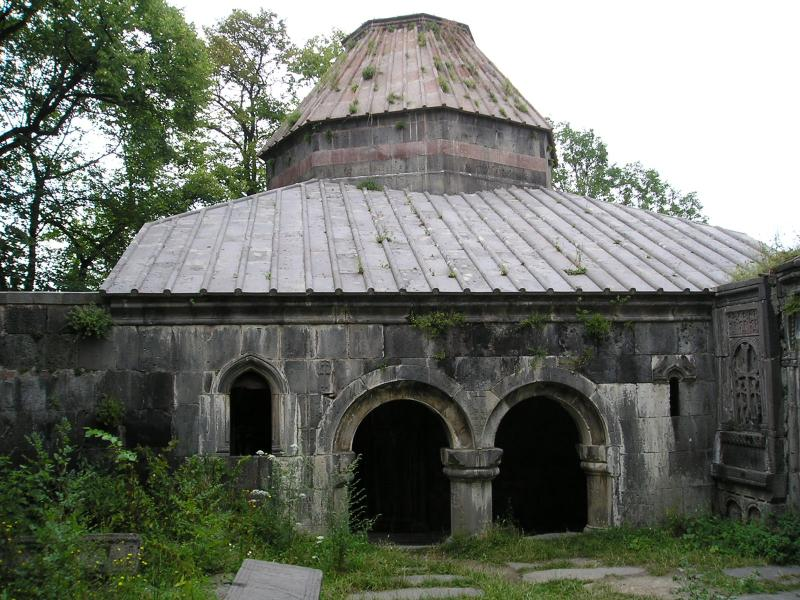
Biblioteca do mosteiro
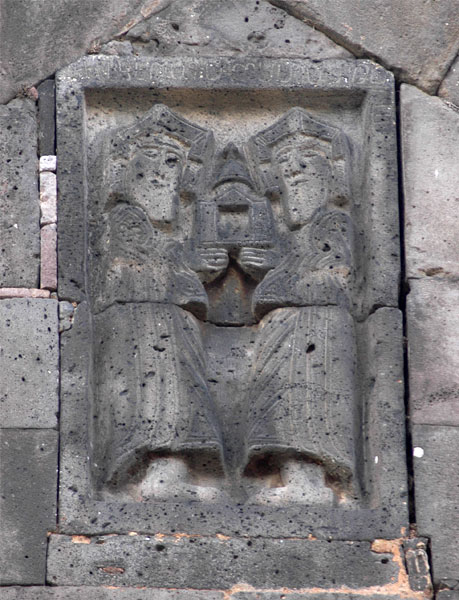
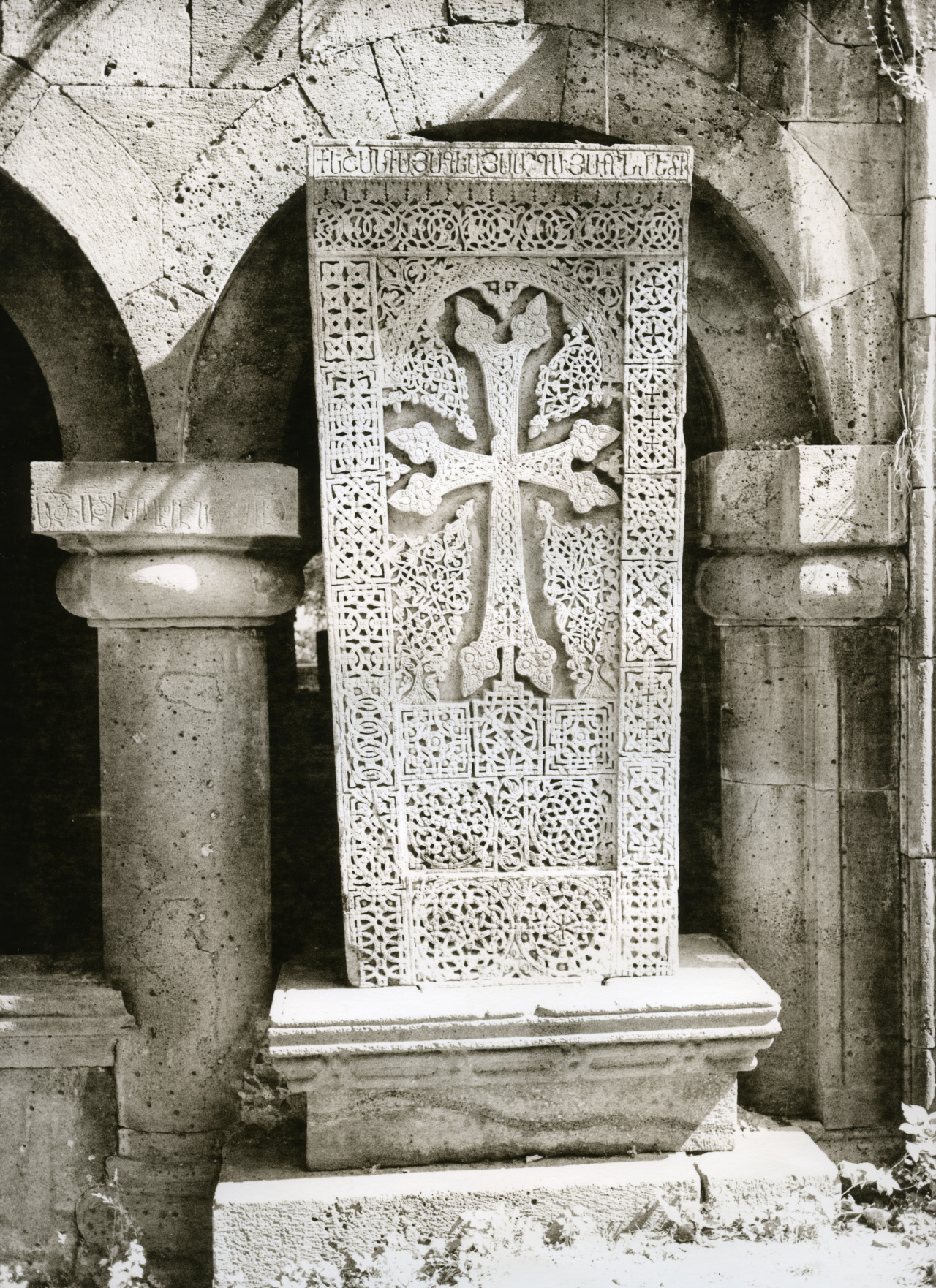
Detalhe do Khatchkar
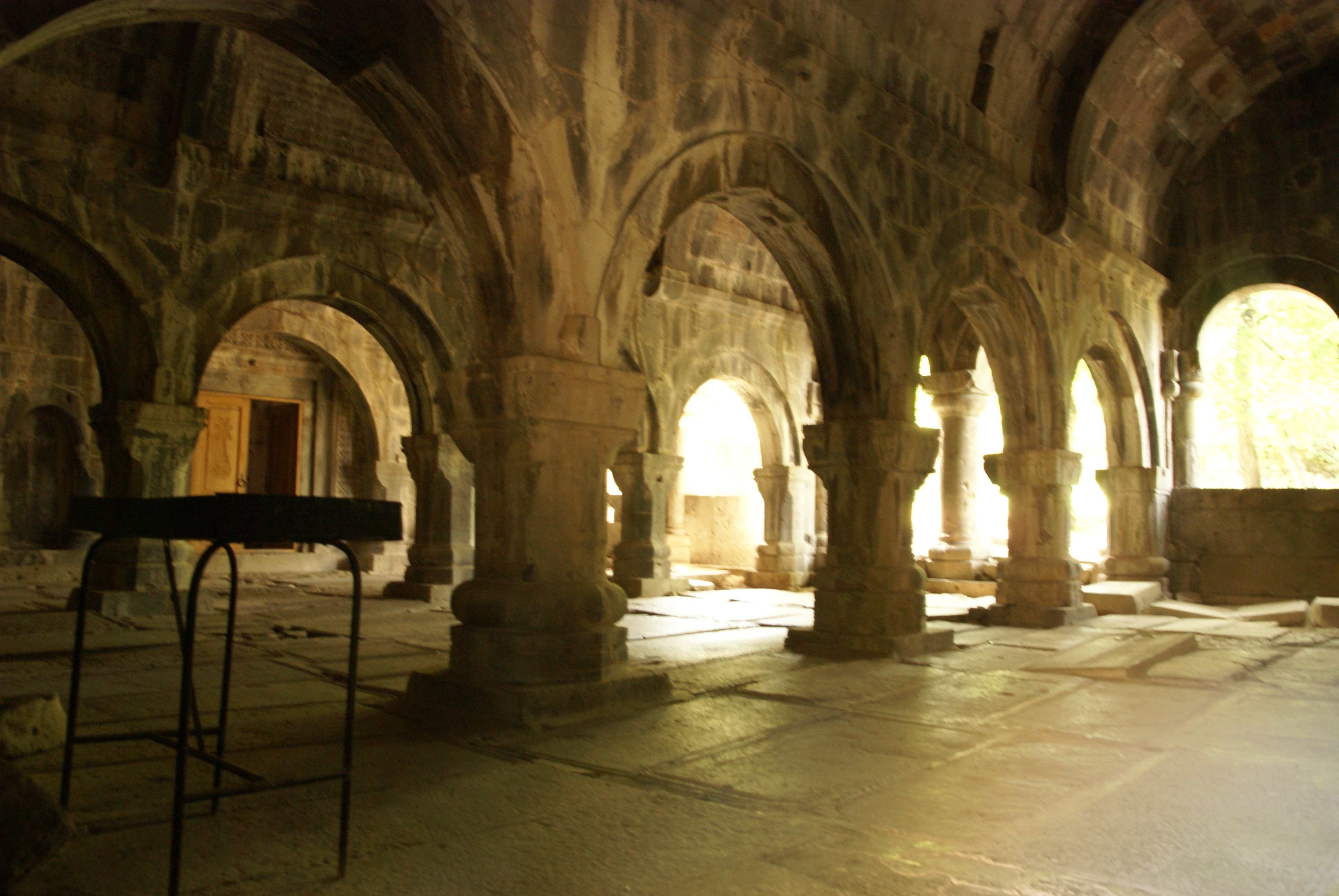
Interior do mosteiro
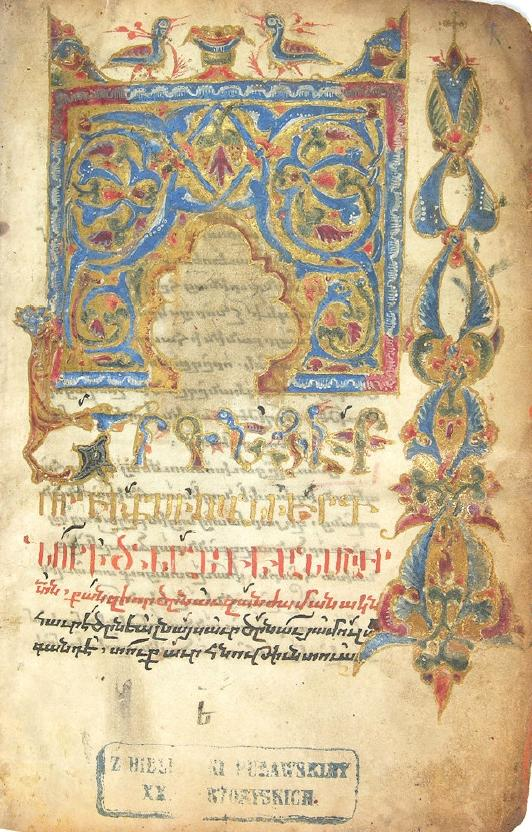
Manuscrito do Século XVI
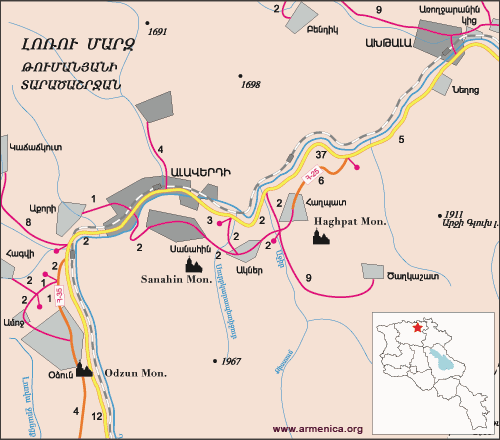
Mapa da área de Haghpat e Sanahin

## UNESCO
A UNESCO inscreveu Haghpat e Sanahin como Patrimônio Mundial por "serem dois importantes centros de aprendizado...Sanahin famosa por sua escola de iluminadores e calígrafos. Estes dois mosteiros representam o maior florescimento da arquitetura religiosa armênia, cujo estilo único foi desenvolvido de uma mistura de elementos da arquitetura eclesiástica Bizantina e da arquitetura vernacular tradicional da região do Cáucaso"